# 葛雷格·邁凱勒蒙特
葛雷格·邁凱勒蒙特（Gregg McClymont，1976年6月3日—）是一位蘇格蘭政治人物.，他的黨籍是工黨。在2010年至2015年，他擔任堪伯諾爾德、基爾塞斯和東柯金蒂洛赫選區選出的國會議員。他出生在坎伯諾爾德。